# Kőkút
Kőkút ist eine ungarische Gemeinde im Kreis Kaposvár im Komitat Somogy. Zur Gemeinde gehören die gut zwei Kilometer südöstlich gelegenen Ortsteile Alsótapazd und Gyöngyöspuszta.

## Geografische Lage
Kőkút liegt ungefähr 25 Kilometer südwestlich des Komitatssitzes und der Kreisstadt Kaposvár und fünf Kilometer südwestlich der Stadt Kadarkút. Die Nachbargemeinde Hencse befindet sich drei Kilometer östlich.

## Geschichte
Der Name des Ortes rührt von einer steinbedeckten Quelle (kőkút) her. Ab 1908 gab es eine staatliche Volksschule im Ort und von 1902 bis 1927 eine Kreditgenossenschaft. Von der  Fläche des Ortes waren zur damaligen Zeit 49 Prozent Acker, 19 Prozent Weideland, 15 Prozent Weinbaugebiet, 8 Prozent Wiesen, 2 Prozent Wald und weniger als ein Prozent Gärten. In der selbstständig gewordenen Gemeinde arbeiteten 1925 zwei Lehrer in der Schule. Ungefähr 60 Prozent der Bewohner konnten lesen und schreiben. Zu dieser Zeit gab es einen örtlichen Lesekreis, einen Feuerwehrmann sowie einen Schützenverband. Drei Schmiede und ein Schuhmacher verrichteten im Ort ihre Arbeiten. Es gab zwei Gewürz- und Gemischtwarenläden, eine Kneipe sowie einen Tabakhändler. Von 1936 bis 1949 verlor die Gemeinde ihre Unabhängigkeit und wurde von der Großgemeinde Kadarkút verwaltet. 1949 wurde die Gemeinde wieder selbstständig und hatte in jenem Jahr 604 Einwohner. Zwischen 1960 und 1974 gab es die Petőfi-Produktionsgenossenschaft im Ort.

## Söhne und Töchter der Gemeinde
- Dezső Szentgyörgyi (1915–1971), Pilot
- Imre Kercza (1940–2019), Journalist und Chefredakteur

## Sehenswürdigkeiten
- Festetics-Jagdschloss (Festetics vadászkastély) im Ortsteil Gyöngyöspuszta
- Römisch-katholische Kapelle Szent Vendel mit separatem Glockenturm

## Verkehr
In Kőkút treffen die Nebenstraßen Nr. 66164 und Nr. 66166. aufeinander. Es bestehen Busverbindungen nach Hencse und Hedrehely. Der nächstgelegene Bahnhof befindet sich 20 Kilometer nördlich in Kiskorpád.